# 吊鐘洲
吊鐘洲（てぃうちゅんちゃう、英語：Jin Island）は、香港新界西貢区の島で、キョウ西洲の南に位置する。吊鐘洲と呼ばれるのは、全体はドウダンツツジ（吊鐘）という花のような形状が見えるから。埠頭がないので、基本的に上陸はできない。だから、船上から自然に侵食された洞穴が眺められる。

## 参考リンク
1. ↑  通称「クロコダイル」　自然の妙に言葉を失う瞬間

座標: 北緯22度19分57.52秒 東経114度19分24.53秒 / 北緯22.3326444度 東経114.3234806度